# Burg Neubruchhausen
Die Burg Neubruchhausen ist eine abgegangene, hochmittelalterliche Burg der Grafen von Neubruchhausen am Rande von Neubruchhausen, Gemeinde Bassum im Landkreis Diepholz in Niedersachsen.

## Geschichte
Ein Geschlecht der Grafen von Oldenburg-Bruchhausen erscheint ab 1189 in den Quellen. Heinrich III. teilte 1259 die Herrschaft zwischen seinen Söhnen Heinrich V. und Ludolf II. auf. Neubruchhausen ging an Heinrich V. Dieser hatte wohl schon vor der Teilung seinen befestigten Wohnsitz in Neubruchhausen errichtet. Graf Gerhard von Neubruchhausen verkaufte seine Herrschaft dann 1384 an die Grafschaft Hoya. Die Burg Neubruchhausen wurde danach ein Amtssitz der Grafen von Hoya. 1507 verkauft Graf Jobst von Hoya das Schloss an Arnold von Horn. Danach scheint die Burg aufgegeben worden zu sein. An ihrer Stelle befand sich noch ein Amtshaus, das 1749 abgerissen wurde.
Die Burg Neubruchhausen ist heute nur noch am erhöht gelegenen Burgplatz erkennbar, auf dem heute ein Kriegerdenkmal steht. Ein Teil des heute aus Bach und Mühlteich geformten Grabensystems bildete den östlichen Burggraben. Bei Baggerarbeiten kamen vor allem am Rand des Teiches zahlreiche 3,5 m lange Holzpfähle von 30–40 cm Durchmesser zutage, die ursprünglich als Fundamentierung der Gebäude dienten. Das letzte Amtshaus bestand aus einem zweistöckigen Fachwerkbau mit Backsteinausmauerung.